# Гајсах
Гајсах (њем. Gaißach) општина је у њемачкој савезној држави Баварска. Једно је од 21 општинског средишта округа Бад Телц-Волфратсхаузен. Према процјени из 2010. у општини је живјело 2.970 становника. Посједује регионалну шифру (AGS) 9173124.

## Географски и демографски подаци
Гајсах се налази у савезној држави Баварска у округу Бад Телц-Волфратсхаузен. Општина се налази на надморској висини од 735 метара. Површина општине износи 38,6 km². У самом мјесту је, према процјени из 2010. године, живјело 2.970 становника. Просјечна густина становништва износи 77 становника/km².